# Marie Mancini

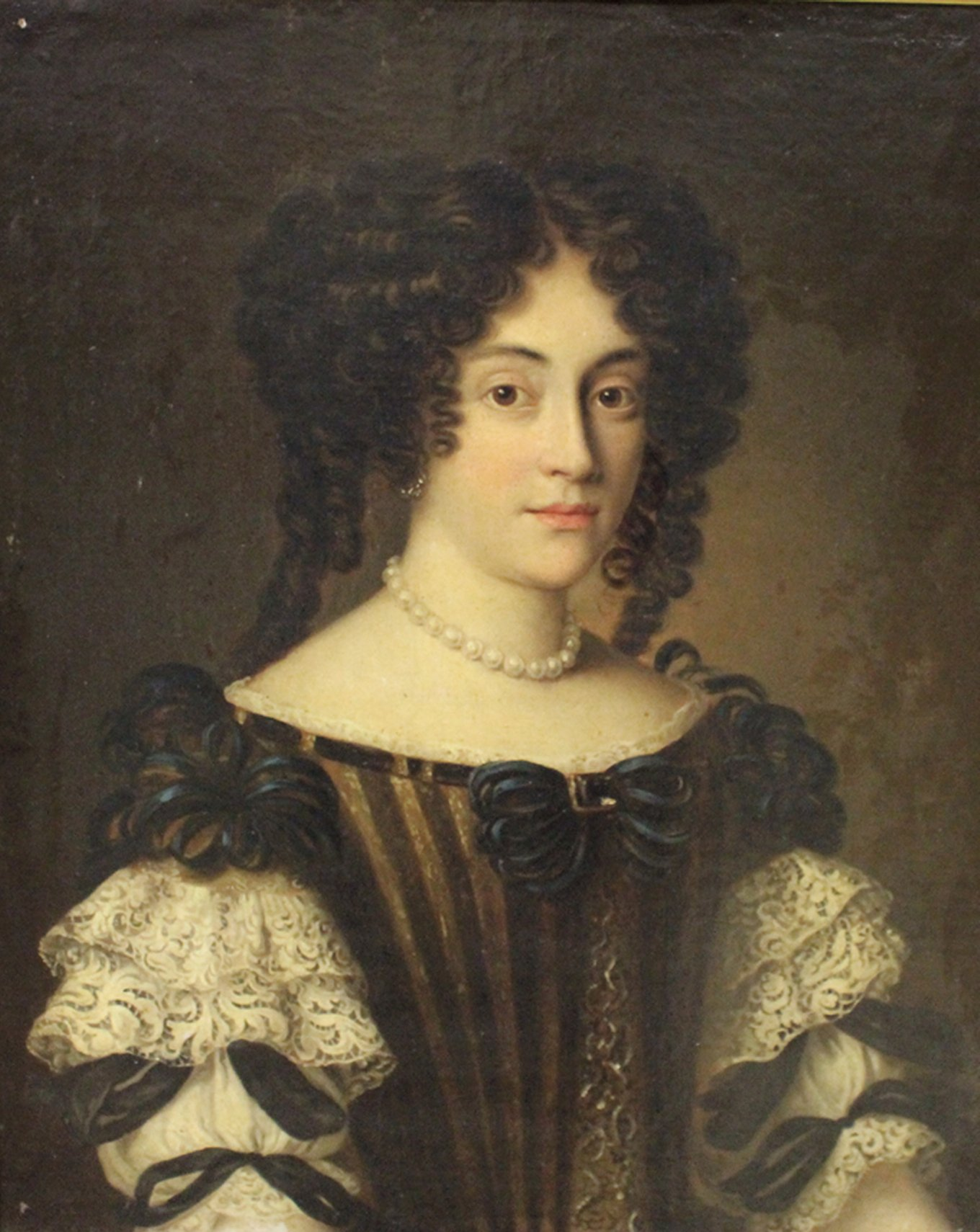
Marie (Anna Maria) Mancini by Jacob Ferdinand Voet

Marie Mancini (Anna Maria Mancini), född 28 augusti 1639 i Rom, död 8 maj 1715 i Pisa, var en italiensk författare och adelsdam. Hon var dotter till baron Lorenzo Mancini (1600–1656) och Geronima Mazzarini (d. 1656) och systerdotter till Frankrikes de facto regent kardinal Mazarin. 
Tillsammans med sina fyra systrar och två kvinnliga kusiner var hon känd som en av de så kallade "Mazarinettes" vid det franska hovet, och omtalad för att ha varit Ludvig XIV:s första kärlek.

## Biografi
Marie Mancini fördes år 1650 tillsammans med sina systrar till det franska hovet av sin mor efter faderns död, för att få statusmässigt fördelaktiga äktenskap arrangerade åt sig av sin morbror, som var inflytelserik i den franska regeringen. Även deras kusiner togs till hovet, och tillsammans kallades de sju flickorna Mazarinettes. 

### Förbindelse med Ludvig XIV
Kung Ludvig blev först förälskad i hennes syster Olympe Mancini, och efter detta i Anne-Madeleine de Conty d'Argencourt, men blev slutligen förälskad i Marie Mancini. Marie beskrivs som bildad och intelligent, och det sades att hon hade läst så mycket att hon kunde tala om vilket ämne man än tog upp med henne. 
Hon hade vid belägringen av Dunkerque 1658 gjort intryck på den tjugoåriga kungen då hon gråtit vid hans sjukbädd. Han blev förälskad i henne och de inledde ett kärleksförhållande, som dock aldrig blev fysiskt fullbordat. 
Hon har blivit kallad Ludvigs första och enda sanna kärlek, och när han förstod att hon inte ville bli hans älskarinna, ville han gifta sig med henne. Marie själv skall ha haft ambitionen att bli drottning av Frankrike. 
Ett äktenskap motarbetades dock av både Ludvigs mor Anna av Österrike och Maries morbror kardinal Mazarin. Änkedrottningen och kardinalen hade sedan många år arbetat för ett politiskt äktenskap mellan Ludvig XV och Maria Teresia av Spanien, och förhandlingarna med Spanien blev klara 1659. Marie innebar ett hot mot dessa planer, och hennes morbror kardinal Mazarin arrangerade för henne att sändas bort från hovet. När kungen fick reda på dessa planer, kallade han till sig kardinalen och bad slutligen öppet om att få gifta sig med hans systerdotter. Mazarin förklarade att han hade blivit utnämnd till sin position av kungens far och sedan hans mor och att han hellre skulle se sin systerdotter död än att acceptera att hon upphöjdes till en orättfärdig position på grund av kungens blinda passion, när detta skulle skada landet så mycket; Ludvig kastade sig sedan på knä framför Mazarin och bönföll honom igen, men avvisades en andra gång. 
Kungen träffade sedan sin mor, talade med henne i över en timme; hon övertalade honom om att det var hans plikt att avstå från kärlek för politikens skull, och han lämnade mötet med rödgråtna ögon. 
När han tog farväl av Marie och hjälpte henne upp i vagnen hördes hon säga till honom: 
“Sir, ni gråter, ni älskar mig, men ändå låter ni mig gå!”
Ludvig XIV gifte sig följande år med Maria Theresia av Spanien. Marie Mancini hölls borta från hovet tills hennes morbror hade arrangerat ett äktenskap åt henne. Under förberedelserna inför det kungliga bröllopet upprätthöll Mazarin en korrespondens med kungen där han ständigt bad kungen att kontrollera sina känslor. Kungen försäkrade att han var villig att ingå det planerade äktenskapet, men vägrade att bryta sin relation med Mancini, och på sin väg till bröllopet förklarade han att han tänkte träffa Mancini på vägen, något som förfärade änkedrottningen och kardinalen som med hårda ansträngningar fick honom att avstå. De försökte också hindra parets brevväxling, något som ledde till sådan ilska från kungen att Mazarin tvingades vädja till hans mor för att inte bli avskedad.
Förbindelsen bröts slutligen på Marie Mancinis eget initiativ, när hennes morbror Mazarin slutligen lyckades övertyga henne om att det var bättre för hennes egen skull att vägra svara på Ludvig brev, med tanke på att det nu var för sent att förhindra det kungliga äktenskapet och för sent för henne att gifta sig med honom, och att hon för sitt eget bästa borde gå med på att lämna Frankrike och gå med på att gifta sig med den man hennes morbror hade valt ut åt henne istället. Hon förklarade till slut att hon gick med på att bryta brevväxlingen, något som sårade kungen djupt, och hennes morbror arrangerade ett äktenskap för henne i Italien. 

### Senare liv
Marie Mancini lämnade år 1661 Frankrike för att gifta sig med den italienska adelsmannen prins Lorenzo Onofrio Colonna i Rom, efter deras bröllopsnatt anmärkte att han blev förvånad över att finna henne fortfarande oskuld, då han inte hade förväntat sig att finna "oskuld bland en monarks kärlekar". 
Hennes make visade sig vara en religiös fanatiker, som hade förstört flera av de antika statyer och målningar han ärvt på grund av fanatism, och äktenskapet blev olyckligt på grund av hans svartsjuka. Paret fick tre barn. År 1668 tog hon emot sin syster Hortense Mancini, som med hjälp av deras bror Filippo Giulio Mancini hade flytt från sin make. Maries egen makes sjukliga svartsjuka växte så småningom till den grav att hon blev rädd att han skulle döda henne, och år 1672 flydde de båda systrarna tillsammans utklädda till män med en båt till Marseilles. 
Hon reste sedan till slottet i Fontainebleau i syfte att träffa kungen. Han befann sig dock på fälttåg i Flandern, och drottningen, som var regent i hans frånvaro, lät fängsla henne i kloster genom ett lettre de cachet. Kungen motsatte sig inte detta när han underrättades, inte heller att hon snart därefter utvisades från Frankrike till Savojen. 
Efter att ha utvisats från Frankrike tvingades hon till ständiga resor runt Europa, eftersom hon aldrig fick tillstånd att bosätta sig någonstans, och hennes make i sin frånvaro underrättade myndigheterna varhelst hon befann sig och fick henne kvarhållen i olika kloster, som hon sedan lyckades ta sig ut från igen för att fortsätta resa omkring. 
Efter hennes makes död 1689 fick hon slutligen tillstånd att återvända till Frankrike. Hon mottogs vid hovet, där hon upplevde sig helt bortglömd, och bosatte sig slutligen i Passy. 

## Memoarer
Marie Mancini författade 1677 sina memoarer.